# Regno di Slavonia
Il Regno di Slavonia è stato una provincia dell'Impero asburgico nel XVIII e nel XIX secolo. La provincia includeva la parte settentrionale delle odierne regioni della Slavonia (oggi in Croazia) e Szerém (oggi Serbia e Croazia). La parte meridionale di queste regioni era invece parte della Frontiera militare asburgica.

## Storia
Il Regno di Slavonia venne costituito coi territori che la monarchia asburgica aveva ottenuto dall'Impero ottomano sulla base del Trattato di Karlowitz (1699). Inizialmente esso era un territorio separato dalla monarchia degli Asburgo e godeva di un'amministrazione civile-militare che rimase in vigore dal 1699 al 1745.
Nel 1745 il Regno di Slavonia fu definito come parte delle Terre della Corona di Santo Stefano, ed apparteneva sia al Regno di Croazia che al Regno d'Ungheria. A seguito degli accordi presi nel 1868 con il Regno d'Ungheria, il Regno di Slavonia fu unificato con il Regno di Croazia così da formare un unico Stato, il Regno di Croazia e Slavonia.

## Popolazione
La popolazione al censimento austriaco del 1790 per il Regno di Slavonia era registrata in 131.000 (46.8%) serbi, 128.000 (45.7%) croati, 19.000 (6.8%) ungheresi, e 2.000 (0.7%) tedeschi. Il Regno di Slavonia includeva a quel tempo la parte orientale della Sirmia abitata prevalentemente da serbi e perciò il motivo della loro forte presenza nell'area.
Secondo altre stime statistiche del 1787, in Slavonia vennero contati un totale di 265.670 abitanti e nel 1804/1805 vi erano 286.349 abitanti, numero dal quale però era esclusa la nobiltà ed il clero e solo gli uomini erano compresi nel censimento. Della popolazione 74.671 erano cattolici, 68.390 ortodossi, 1.744 calvinisti, 97 luterani e 160 ebrei.